# Poliziotto in prova
Poliziotto in prova (Ride Along) è un film del 2014 diretto da Tim Story.

## Trama
Ben Barber sta lavorando nel servizio di sicurezza di un liceo quando riceve la lettera che gli comunica di essere stato accettato nell'accademia di polizia. Vuole sposare la sua fidanzata, Angela, ma per farlo deve chiedere il permesso a suo cognato, James Payton, un agente di polizia piuttosto noto e temuto dai criminali, spesso utilizzato nelle azioni più pericolose.
Ben ha sempre sognato di entrare in polizia, ma le sue uniche esperienze sulla materia sono nel mondo virtuale. Nonostante questo suo cognato vuole metterlo alla prova e il giorno dopo lo porta con sé in situazioni veramente strane. James ha infatti richiesto alla centrale che gli fossero affidati i casi meno graditi, per i quali Ben si rivela impreparato ed incosciente. Ma non si dà per vinto e grazie ad un caso di traffico d'armi gestito da un certo Omar, già da molto tempo seguito da James, riesce a dimostrare il suo valore e a convincere il cognato ad accettare il matrimonio tra lui e Angela.

## Accoglienza

### Incassi
A fronte di un budget di 25 milioni, il film ha incassato 145 milioni di dollari in tutto il mondo.

## Sequel
Nel gennaio 2016 è uscito il sequel, intitolato Un poliziotto ancora in prova (Ride Along 2), sempre con la regia di Tim Story, e con Ice Cube e Kevin Hart come protagonisti.